# 奈良県立添上高等学校
奈良県立添上高等学校（ならけんりつ そえかみ こうとうがっこう、英: Nara Prefectural Soekami High School）は、奈良県天理市櫟本町に所在する県立高等学校。

## 概要
スポーツサイエンス科が開設されているように、奈良県内の体育学習、スポーツ活動の中核となる学校である。インターハイ奈良県選手団においては、例年、公立校では最大の参加人数を輩出している。
2024年（令和6年）度より、陸上競技部、バレーボール部および卓球部が、奈良県教育委員会より、部活動等に力を入れている学校を重点的に支援する「スポーツ・文化活動推進校」の指定を受け、それぞれの部活動に詳しい専門性の高い教員が顧問等として継続的に配置されている。

### スクールミッション
伝統と新しい息吹を備えた魅力ある学校、「行きたい 行かせたい」と思う学校

### 教育方針

#### アドミッション・ポリシー
入学者選抜を経て、以下のような生徒を受け入れる。
明るい笑い声と元気な挨拶が校舎に響き渡り、活気あふれる学校である。
誠 - 『素直で、真面目な心』、『世のため、他人のために尽くす心』
力 - 『諦めない心』、『道を究めるために、努力を怠らない心』
愛 - 『人を敬う心』、『他人の喜びを、自分の喜びとできる心』
様々な活動を通して、生徒一人一人が自分の夢を見つけ、追いかけ、お互いに夢について語り合い、励まし合って、大きな夢を持ち続け、日々成長することができる学校である。共に成長できる皆さんを待っている。

#### カリキュラム・ポリシー
- 確かな学力の育成 - 授業の質を高め、生徒一人一人に応じた指導方法や評価方法を導入する。
- けじめある生活の確立 - 基本的な生活習慣を身に付けさせ、規範意識の向上や遵守する姿勢を醸成する。
- 進路希望の実現 - 進路補習の充実や効果的な模試の活用により、3年間を見据えたキャリア教育を行い、進路実現を図る。
- 特色ある学校づくり - 部活動の活性化やスポーツを通した地域貢献、ICTの活用による学力伸長などを進める[1]。

#### グラデュエーション・ポリシー
未来に「夢と志」をもち、その実現に向けて勇気と剛直な精神で挑む、活力と自信に満ちた生徒を育成する。

#### 校訓
校訓は、「誠」「力」「愛」である。

## 沿革

### 略歴
1906年（明治39年）創立の「添上郡立農林学校」を前身とする。1948年（昭和23年）4月の学制改革で新制農業高等学校に、同年9月に普通課程（普通科）を設置し、総合制の高等学校となる。1960年に農業課程（農業科）を廃止し、1970年に現・スポーツサイエンス科の前身である体育科を設置。2010年（平成22年）に創立105周年を迎えた。

### 年表

#### 添上農林学校・添上農学校
- 1906年（明治39年）3月23日 - 文部大臣によって添上郡立農林学校本校および分校の設立が認可される。
  - 本校は添上郡東市村（現・奈良市古市町）に、分校は添上郡柳生村（現・奈良市柳生町）に設置される。
- 1909年4月1日 - 本校を添上郡立第一農林学校、分校を添上郡立第二農林学校と改称。
- 1921年（大正10年）3月19日 - 第一農林学校（乙種）と第二農林学校（乙種）を統合し、「添上郡立奈良県添上農学校」（甲種）とする。現在地に移転。
- 1923年
  - 4月1日 - 奈良県への移管により、奈良県立添上農学校と改称。
  - 5月30日 - 第1回創立記念式典を挙行。
- 1930年（昭和5年）10月30日 - 校訓を制定。
- 1948年（昭和23年）
  - 4月1日 - 学制改革（六・三制の実施）により農学校は廃止され、新制高等学校「奈良県立添上農業高等学校」が発足する。

#### 奈良県立添上高等学校
- - 9月1日 - 高校三原則に基づく公立高等学校再編により、通常制普通課程と農業課程を有する総合制の「奈良県立添上高等学校」が発足。
  - 12月1日 - 校章を制定。
- 1950年1月31日 - 校歌を制定。
- 1956年4月1日 - 女子課程（家庭課程）を併設。
- 1960年
  - 3月31日 - 農業課程を廃止。
  - 12月30日 - 本館が完成。
- 1962年
  - 4月1日 - 奈良県教育委員会規則改正により設置課程の名称を改称。通常制を「全日制課程」、普通課程を「普通科」、家庭課程を「家庭科」に改称。
  - 11月30日 - 北館が完成。
- 1964年4月22日 - 講堂兼体育館が完成。
- 1969年
  - 9月30日 - プールが完成。
  - 12月19日 - 格技場が完成。
- 1970年（昭和45年）
  - 4月1日 - 体育科を新設。
  - 6月29日 - 運動場を拡張。
- 1972年3月31日 - 家庭科（女子）を廃止。
- 1973年2月15日 - トレーニング教室が完成。
- 1974年1月25日 - 西館が完成。
- 1976年10月30日 - 創立70周年を記念して、中庭が完成。
- 1978年4月23日 - 同窓会館が完成。
- 1979年6月20日 - 玄関前庭園の改造を行い、築山を新設。
- 1981年
  - 8月31日 - なぎなた道場が完成。
  - 10月30日 - 女子クラブ部室が完成。
- 1982年3月30日 - 男子クラブ部室が完成。
- 1983年3月31日 - 体操練習場が完成。
- 1984年3月31日 - カウンセラー室が完成。
- 1985年6月6日 - 公認陸上競技場が完成。
- 1986年
  - 4月1日 - 文部省および奈良県教育委員会指定格技指導推進校・奈良県高等学校開放講座実施校に指定される。
  - 11月11日 - 創立80周年を記念して玄関前に校訓碑を設置。
- 1987年12月15日 - 温水シャワー設備が完成。
- 1988年3月31日 - ハンドボール場を整備。トレーニング教室にコンビネーションマシンを設置。
- 1989年（平成元年）3月31日 - 運動場に照明設備を設置。
- 1991年2月 - 体育科で分割入試制度を導入（体育科定員の50%）。
- 1993年2月 - 体育科で分割入試制度を導入（体育料定員の100%）。
- 1998年5月26日 - 複合体育館が完成。
- 2004年3月 - 本館玄関の扉を自動ドアに改装。
- 2005年4月1日 - 体育科をスポーツサイエンス科に改編。
- 2006年10月29日 - 創立100周年記念式典を挙行。校門に記念モニュメントを建立。
- 2016年2月29日 - 玄関横に校歌碑建立する。
- 2016年10月26日 - 創立110周年記念式典を挙行。

## 基礎データ

### 所在地
- 奈良県天理市櫟本町1532-2

### 通学区域
- 奈良県内全域

### アクセス
- JR万葉まほろば線「櫟本駅」より西へ約400m（徒歩約6分）

### 象徴

#### 校章
本校の前を流れる高瀬川のほとりに咲き乱れていた「かわらなでしこ」の花の中央に「高」の字を配している。
込められた願いは、以下の通りである。
1. 強くたくましい野性の「大和なでしこ」のように、常に自分の力の限界にむかって挑む努力と勇気。
2. 凛ととした気品のある清楚な花であるように、流行に押し流されることのない剛直なる精神。
3. 大和を代表する植物であることから、郷土を愛する心と奉仕の精神。[2]。

#### 校歌
作詞は前川佐美雄、作曲は信時潔による。歌詞は2番まであり、両番に校名の「添上高校」が登場する。

## 設置する課程、学科及び定員
- 全日制課程
  - 普通科
    - 人文探究コース - 120名（募集人員40名；特色選抜）
    - （人文探究コース以外）- 480名（募集人員160名；一般選抜）

体育に関する学科
- - スポーツサイエンス科 - 120名（募集人員40名；特色選抜）

普通科は、1年次に基礎学力の定着・向上を目指し、2年次以降、幅広く学習し様々な進路に対応する文型と、進学に重点を置く文理型のいずれかの類型を選択。2021年に開設された普通科人文探究コースは、動画による学習と授業での探究的な活動により思考力・判断力・表現力を身に付け、学外実習で実践的な力を育成。
スポーツサイエンス科は、トップアスリート、体育指導者の育成をめざし、指定クラブで継続的な活動と水泳・スキー・野外実習で実践力を育成。

## クラブ活動

### 運動部
- 陸上競技部 - 陸上インターハイで男女複数回の総合優勝の実績がある。
- 野球部
- バレーボール部
- バドミントン部
- ハンドボール部
- ソフトテニス部
- バスケットボール部
- 卓球部
- 山岳部
- 剣道部
- レスリング部
- 体操競技部
- 柔道部
- なぎなた部
- 水泳競技部

### 文化部
- 書道部
- 美術部
- 写真部
- 演劇部
- 音楽部
- 吹奏楽部
- 解放研究部
- 箏曲部
- 華道部
- 地歴商業部
- 文芸部
- 英語クラブ
- 料理部
- 茶道部
- 科学部
- 日赤部
- 家庭クラブ

## 高校関係者と組織

### 高校関係者組織
- 奈良県立添上高等学校学校運営協議会 - 保護者、地域住民、校長、関係行政機関の職員の中から委嘱された委員による機関。学校運営及び当該運営への必要な支援に関して協議する。
- 奈良県立添上高等学校同窓会 - 卒業生による同窓会組織
- 奈良県立添上高等学校PTA - 生徒保護者と教員による父母と教師の会（PTA）組織で、会員は入会金及び年会費を納入する。
- 奈良県高等学校PTA協議会 - 奈良県立教育研究所内に事務局を置くPTA協議会。奈良県立添上高等学校育友会の会員をもって会員とし、会員は単位PTA分担金として会費を納入する。

### 高校関係者一覧

#### 著名な出身者
- 垣守博（短距離走選手）
- 高橋和裕（短距離走選手、200m元日本記録保持者）
- 木村慎太郎（短距離走選手、2009年世界陸上選手権100m出場・2009年東アジア大会100mと400mRの銀メダリスト）
- 山中美和子（長距離走選手）
- 吉田恵美可（やり投げ選手、2007年世界陸上選手権出場）
- 森田亜貴斗（元バレーボール選手、KANOA福岡監督）
- 馬場正実（京都府相楽郡和束町長）